# Conops australianus
Conops australianus är en tvåvingeart som beskrevs av Camras 1961. Conops australianus ingår i släktet Conops och familjen stekelflugor. Inga underarter finns listade i Catalogue of Life.